# Peter Andersson
Ulf Harry Peter Andersson (født 12. februar 1953 i Masthugget, Göteborg) er en svensk skuespiller.
Andersson blev uddannet fra Scenskolan i Göteborg i 1977 og var i 1980'erne og 1990'erne en del af det faste ensemble ved Kungliga Dramatiska Teatern. Han har siden 1985 været filmskuespiller og har bl.a. medvirket i flere danske spillefilm, ligesom han har haft roller i flere af Lars Noréns produktioner.

## Udvalgt filmografi
- Soldat med brutet gevär (tv-serie, 1977)
- Venus 90 (1988)
- Freud flytter hjemmefra (1991)
- Englegård (1992)
- Sidste dans (1993)
- Englegård - næste sommer (1994)
- Pusher (1996)
- Kalle Blomkvist - Mesterdetektiven lever farligt (1996)
- Anna Holt - Polis (tv-serie, 1996-1999)
- Spring for livet (1997)
- Aspiranterne (tv-serie, 1998)
- Nul tolerance (1999)
- Blinkende lygter (2000)
- Gossip (2000)
- Nedtælling (2001)
- Hvis jeg vender mig om - en film om håb (2003)
- Graven (tv-serie, 2004-2005)
- Mund mod mund (2005)
- Kautokeino-opprøret (2008)
- Mænd der hader kvinder (2009)
- Kommissæren og havet (tv-serie, 2009)
- Pigen der legede med ilden (2009)
- Luftkastellet der blev sprængt (2009)
- Hamilton: I nationens interesse (2012)
- Dom over død mand (2012)
- Wallander (tv-serie, 2013)
- Ego (2013)
- Jack Ryan: Shadow Recruit (2014)
- Kraftidioten (2014)
- Jordskott (tv-serie, 2015)
- Black Widows (tv-serie, 2016)
- Inden vinteren kommer (2018)
- Quick (2019)
- Orca (2020)
- Mørkt hjerte (tv-serie, 2022)
- Estonia (tv-serie, 2023)